# آدریانو (بازیکن فوتبال، زاده فوریه ۱۹۸۲)
آدریانو (به انگلیسی: Adriano) (متولد ۱۷ فوریه ۱۹۸۲ در ریو د ژانیرو) بازیکن سابق فوتبال اهل برزیل است. او در باشگاه‌های فلامینگو، اینتر میلان، فیورنتینا، پارما، سائوپائولو، آ. اس. رم و کورینتیانس بازی کرده است. وی ۴۸ بازی ملی برای تیم ملی فوتبال برزیل انجام داده است و ۲۷ گل ملی در کارنامهٔ خود نیز دارد. در اینترمیلان از طرف هواداران به وی لقب امپراتور داده شد.
او بعد از فوت پدرش هرگز نتوانست کیفیت قبلی خود را نشان دهد.
آدریانو دوران اوج خوبی را در اینترمیلان سپری کرد تاجایی که با تکنیک و قدرت گلزنی بالاو شوتزنی دقیق امید گلزنی آنها بحساب می آمد، همچنین وی از مهرهای کلیدی تیم ملی برزیل می آمد.

## افتخارات
فلامینگو
- لیگ برتر فوتبال برزیل: ۲۰۰۹

اینتر میلان
- سری آ: ۰۶–۲۰۰۵، ۰۷–۲۰۰۶، ۰۸–۲۰۰۷، ۰۹–۲۰۰۸
- جام حذفی فوتبال ایتالیا: ۲۰۰۵، ۲۰۰۶
- سوپر جام فوتبال ایتالیا: ۲۰۰۵, ۲۰۰۶

کورینتیانس
- لیگ برتر فوتبال برزیل: ۲۰۱۱

بین‌الملی
- کوپا آمریکا: ۲۰۰۴
- جام کنفدراسیون‌ها: ۲۰۰۵
- جام جهانی فوتبال زیر ۱۷ سال: ۱۹۹۹
- مسابقات فوتبال جوانان آمریکای جنوبی: ۲۰۰۱